# Oskar Knapp
Oskar Knapp (* 23. Februar 1898 in Kirberg; † 6. Juni 1967 ebenda) war ein deutscher Landwirt und Politiker (CDU).

## Leben und Beruf
Knapp wurde als Sohn eines Landwirts und Kornbrennereibesitzers geboren. Nach dem Besuch der Volksschule absolvierte er eine landwirtschaftliche Ausbildung, bei der er auch das Brennereihandwerk erlernte. Anschließend arbeitete er im Betrieb seines Vaters. Von 1916 bis 1918 nahm er als Soldat am Ersten Weltkrieg teil. 1919 schied er aus der Reichswehr aus.
Nach dem Besuch von Fachkursen für Landwirtschaft und Brennerei an der Bauernhochschule übernahm Knapp den elterlichen Hof. Von 1924 bis 1933 war er Vorsitzender der Jungbauernschaft. Seit 1938 fungierte er als Aufsichtsratsvorsitzender bei einer Molkereigenossenschaft in Dauborn.
Knapp wurde 1946 Vorstandsvorsitzender der Volksbank in Kirberg. Im gleichen Jahr war er Mitbegründer des Hessischen Bauernverbandes. 1950 unternahm er eine Reise in die Vereinigten Staaten, um sich in den Bereichen der landwirtschaftlichen Organisation und der Verwaltung fortzubilden.

## Abgeordneter
Knapp war seit 1952 Kreistagsmitglied des Kreises Limburg. Dem Deutschen Bundestag gehörte er von 1953 bis 1957 an. Er war über die Landesliste der CDU Hessen ins Parlament eingezogen. Von 1958 bis 1962 war er Mitglied des Hessischen Landtages.

## Öffentliche Ämter
Knapp war von 1945 bis 1964 ehrenamtlicher Bürgermeister der Gemeinde Kirberg.